# مايكل تونغ
مايكل تونغ (بالإنجليزية: Michael Tonge)‏ (7 أبريل 1983 بمانشستر في المملكة المتحدة - ) هو لاعب كرة قدم بريطاني في مركز الوسط. شارك مع منتخب إنجلترا تحت 20 سنة لكرة القدم ومنتخب إنجلترا تحت 21 سنة لكرة القدم. أما مع النوادي، فقد لعب مع بريستون نورث إيند وديربي كاونتي وستوك سيتي وستيفيناغ بوروه وشيفيلد يونايتد وليدز يونايتد ومانشستر يونايتد ونادي بارنسلي ونادي ميلوول.

## وصلات خارجية
- مايكل تونغ على موقع قاعدة بيانات كرة القدم.إي يو (الإنجليزية)
- مايكل تونغ على موقع بيانات كرة القدم. دي إي (الألمانية)
- مايكل تونغ على موقع Soccerbase.com (لاعب) (الإنجليزية)
- مايكل تونغ على موقع عالم كرة القدم.نت (الإنجليزية)